# Abraham Burton

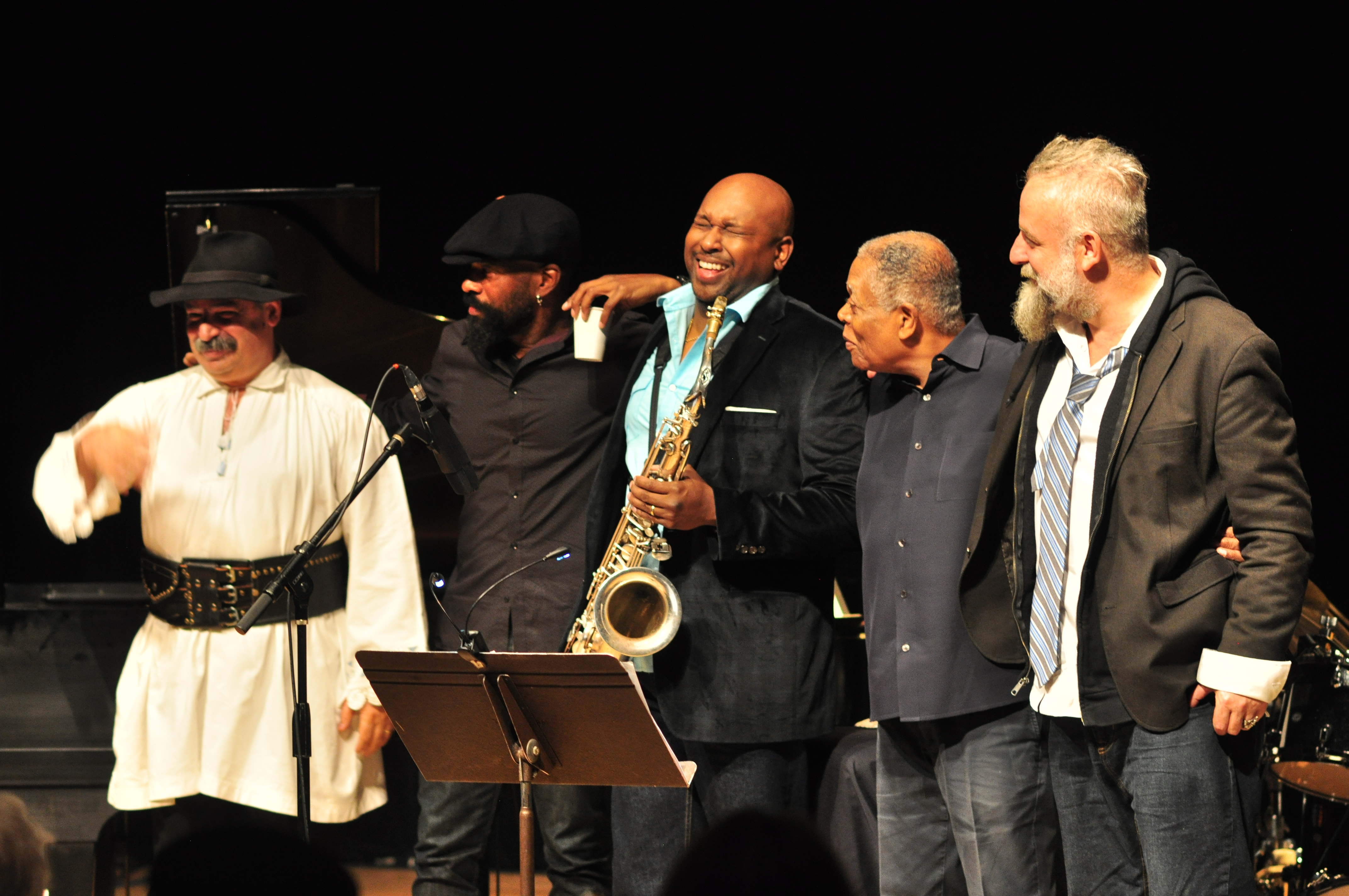
Gavril Țărmure, Brad Jones, Abraham Burton (Mitte), Billy Hart, Mat Maneri (2017) Foto Joe Mabel

Abraham Augustus Burton (* 17. März 1971 in New York City) ist ein amerikanischer Jazzmusiker (Alt- und Tenorsaxophon).

## Leben und Wirken
Burton jammte bereits als Jugendlicher mit Eric McPherson und Nasheet Waits. Er besuchte die Fiorello H. LaGuardia High School, um dann an der Hartt School of Music der University of Hartford bei Jackie McLean zu studieren. Als Student gehörte er zu der Collective Expression Band. 2013 ermöglichte ihm ein Stipendium ein weiteres Studium an der Rutgers University, wo er mit dem Master absolvierte.
In den frühen 1990er Jahren gehörte er zur Band von Nat Reeves; zwischen 1991 und 1995 war er zudem Mitglied von Art Taylors Wailers.  1994 gründete Burton sein eigenes Quartett, zu den neben dem Schlagzeuger Eric McPherson im Lauf der Zeit die Pianisten Marc Cary, Allan Palmer, James Hurt und David Bryant sowie die Bassisten Billy Johnson, Yosuke Inoue und Dezron Douglas gehörten. Mit dieser Band tourte er international, trat auf dem North Sea Jazz Festival, dem Moers Festival, den Leverkusener Jazztagen oder bei Pori Jazz auf und legte mehrere Alben vor, zunächst Closest to the Sun (Enja 1994). Mit Nasheet Waits und McPherson spielte er zudem im Trio Etheral Breeze. 2019 leitete er ein eigenes Quartett, dem David Bryant, Dezron Douglas und Eric McPherson angehörten. Gemeinsam mit Lucian Ban veröffentlichte er das Duo-Album Blacksalt (Sunnyside Records 2021).
Weiterhin arbeitete Burton in den Gruppen von Louis Hayes, Ali Jackson, Horace Tapscott (Aiee! The Phantom, 1996), Kenny Barron, Cindy Blackman und Santi Debriano. Seit 1998 spielte er bei Mingus Dynasty. Weiterhin gehört er zur Mingus Big Band und war an deren 2011 mit einem Grammy ausgezeichneten Album Live at the Jazz Standard ebenso beteiligt wie an drei weiteren Alben, die für einen Grammy nominiert wurden.
Daneben lehrt Burton an der University of Hartford.